# سوکومار (کارگردان)
سوکومار (انگلیسی: Sukumar؛ زادهٔ ۱۱ ژانویه ۱۹۷۱) یک کارگردان، و پدیدآور اهل هند است. وی از سال ۲۰۰۰ میلادی تاکنون مشغول فعالیت کارگردانی بوده‌است.